# Lagor
Lagor é uma comuna francesa na região administrativa da Nova Aquitânia, no departamento dos Pirenéus Atlânticos. Estende-se por uma área de 20,89 km². Em 2010 a comuna tinha 1 207 habitantes (densidade: 57,8 hab./km²).